# Санкт-Иоганн-им-Заггауталь
Санкт-Иоганн-им-Заггауталь (нем. Sankt Johann im Saggautal) — община (нем. Gemeinde) в Австрии, в федеральной земле Штирия.
Входит в состав округа Лайбниц.
Население составляет 2064 человека (на 31 декабря 2005 года).
Официальный код — 61032.

## География
Занимает площадь 2090 км².

## Политическая ситуация

### Выборы—2005
Бургомистр общины — Йоханн Шмид (АНП) по результатам выборов 2005 года.
Совет представителей общины (нем. Gemeinderat) состоит из 15 мест:
- АНП занимает 7 мест;
- местный блок: 6 мест;
- СДПА занимает 2 места.

### Выборы—2015
Бургомистр общины — Йоханн Шмид (независимый) по результатам выборов 2015 года. Совет представителей общины состоит из 15 мест:
- 8 мандатов получили представители "Независимого списка";
- 5 мандатов получили представители АНП;
- по одному мандату получили представители СДПА и АНП.